# Марковка (Немецкий национальный район)
Марковка — упразднённое село в Немецком национальном районе Алтайского края. Ликвидировано в 1967 г., население переселено в село Гришковка.

## География
Село располагалось в 5 км к востоку от села Гришковка.

## История
Основано в 1909 году переселенцами из Екатеринославской губерний. До 1917 года меннонистское село Орловской волости Барнаульского уезда Томской губернии. Меннонитская община. В 1931 г. отделение колхоза им. Молотова (позже переименован в Ленина). В 1967 г. в связи с ликвидацией неперспективных сел жителей переселяют в Гришковку.

## Население[1]
| Год     | 1911 | 1926 |
| ------- | ---- | ---- |
| Человек | 264  | 335  |